# Fatima Yvelain
Fatima Yvelain, née Maama le 31 décembre 1969 à Khemisset au Maroc, est une athlète française, spécialiste des courses de fond.

## Biographie
Née en 1969 au Maroc, elle obtient la nationalité française en 1996. Licenciée au SCO Sainte-Marguerite de Marseille, où elle est entrainée par Alain Dallenbach puis Joseph Mahmoud, Fatima Yvelain obtient ses premiers podiums internationaux en 1999 en remportant, au classement par équipes, la médaille d'or du cross long et la médaille d'argent du cross court. Lors de cette même saison, elle décroche son premier titre national sur piste, sur 5 000 mètres, lors des championnats de France de Niort (15 min 44 s 72), et améliore par ailleurs le record de France de la discipline en courant 14 min 58 s 18 à Berlin.
Vainqueur de son premier titre national en salle sur 3 000 mètres en début de saison 2000, elle s'illustre lors des championnats du monde de cross de à Vilamoura, au Portugal, en se classant cinquième de l'épreuve courte, et en remportant la médaille de bronze par équipes aux côtés de Yamna Oubouhou-Belkacem, Blandine Bitzner et Rakiya Maraoui-Quétier. Titrée pour la deuxième fois consécutive lors des championnats de France en plein air de Nice, elle remporte la Coupe d'Europe du 10 000 mètres, à Lisbonne, et participe à ses premiers Jeux olympiques, à Sydney, où elle est éliminée dès les séries du 10 000 m.
Elle remporte les championnats de France de cross 2001 et se classe troisième de l'épreuve continentale par équipes. Début juillet, à Saint-Étienne, elle s'adjuge son troisième titre consécutif de championne de France du 5 000 m dans le temps de 15 min 42 s 38. Elle participe aux championnats du monde d'Helsinki et se classe 14e de la finale du 5 000 m.

## Dopage
Au mois d'août 2012, Fatima Yvelain âgée de 43 ans, est sanctionnée par deux années de suspension pour un contrôle révélant une prise d'EPO en juin 2012 lors du semi-marathon de Perpignan. Pour sa défense, elle invoque la thèse suivante : elle fait état de pluies torrentielles le jour de la manifestation qui ruisselant sur des déchets médicaux auraient pu polluer ses vêtements et par contact avec ses organes génitaux et ses urines. L’organe disciplinaire de la FFA ne retient cette version.
Le jour du contrôle Fatima Yvelain termine seconde féminine en 1 h 20 min 20 s et empoche la somme de 400 euros.

## Palmarès

### National
- Championnats de France d'athlétisme : vainqueur du 5 000 m en 1999, 2000, 2001, 2002, du 10 000 m en 2002.
- Championnats de France de cross-country : vainqueur du cross court en 2001 et du cross long en 2010.

## Records
| Épreuve  | Performance    | Lieu     | Date             |
| -------- | -------------- | -------- | ---------------- |
| 5 000 m  | 14 min 58 s 18 | Berlin   | 7 septembre 1999 |
| 10 000 m | 31 min 43 s 29 | Lisbonne | 1er avril 2000   |